# Miniature Bull Terrier
Der Miniature Bull Terrier ist eine von der FCI anerkannte Hunderasse aus Großbritannien (FCI-Gruppe 3, Sektion 3, Standard Nr. 359).

## Herkunft und Geschichtliches
Herkunft und Geschichte entsprechen der des Bullterriers. Ein kleinerer Typ des Bullterriers war schon seit dem frühen 19. Jahrhundert bekannt, aber er war vor dem Ersten Weltkrieg nicht mehr beliebt und wurde im Jahr 1918 aus dem Kennel Club Rasse-Register herausgenommen. Im Jahr 1938 wurde eine Wiederbelebung von Colonel Richard Glyn und einer Gruppe von gleichgesinnten Interessenten angestrebt, welche den Miniature Bull Terrier Club gründeten.
 Am 5. Juli 2011 folgte die FCI dem britischen Vorbild und erkannte den Miniature Bull Terrier als eigenständige Rasse an. Der Miniature Bull Terrier wird im Ursprungsland Großbritannien zu den vom Aussterben bedrohten Rassen gezählt und seit 2006 in der "vulnerable native breeds"-Liste geführt.

## Beschreibung
Beim Miniature Bull Terrier ist, anders als beim als Standard bezeichneten Bullterrier, die Größe im Rassestandard festgelegt. Der FCI-Rassenstandard unterscheidet sich zum Standard des Bullterrier in folgendem Absatz: "Die Widerristhöhe sollte 35,5 cm nicht überschreiten.  Es sollte ein Eindruck von Substanz im Verhältnis zur Größe des Hundes vorhanden sein.  Es gibt keine Gewichtsgrenze. Die Hunde sollten immer harmonisch sein."

## Gesundheitsaspekte
Beim Miniature Bull Terrier besteht eine Neigung zu einer genetisch bedingten Schwäche des Aufhängeapparates der Augenlinse und damit zu einer Linsenverlagerung, eventuell mit sekundärem Grünen Star. Zum Nachweis dieser Augenerkrankung gibt es einen Gentest.

## Rechtliche Situation
Die Rasse Miniature Bull Terrier steht, anders als der Bullterrier, in keiner der deutschen Rasselisten. In Deutschland gibt es keine gesetzlichen Einschränkungen für Zucht und Haltung dieser Rasse.
Im Bericht des Landes Nordrhein-Westfalen (NRW) von 2010 wird festgestellt, dass es bei den behördlich erfassten Miniatur Bull Terriern zu keinem Vorfall gekommen ist, bei dem Menschen oder Tiere geschädigt wurden. Des Weiteren ist dort festgehalten, dass Miniatur Bull Terrier zum Typ "Kleine Hunde" gehören. Eine behördliche Feststellung der Gefährlichkeit ist im Einzelfall möglich.
Schon bevor der Miniature Bull Terrier auch in der FCI als eigene Rasse anerkannt war, gab es juristische Auseinandersetzungen darum, ob die Hunde unter die Bestimmungen der jeweiligen Rasselisten fallen. Umstritten ist die Rechtslage in NRW zur Maßgeblichkeit der Widerristhöhe und der Einhaltung der FCI-Standards in der Zucht, wenn das konkrete Tier größer ist als es der Rassestandard vorsieht. In Berlin war 2010 ein Verfahren anhängig, in dem die Definition eines Hundes als Bullterrier statt als Miniature Bull Terrier als Entscheidungsgrundlage für die Einschätzung als Listenhund betrachtet wird.
In der Schweiz ist der Miniatur Bull Terrier auf der Rasseliste des Kantons Basel-Stadt explizit als Listenhund erwähnt. Der Kanton Zürich schließt ihn dagegen explizit aus seiner Rasseliste aus. Die übrigen Kantone, die den Bullterrier als Listenhund führen (AG, BL, FR, GL, SH, SO, TG, TI und VS), machen keine Angaben dazu, ob der Miniature Bull Terrier auch als gefährlich gilt.